# Longonjo
Longonjo ist ein Landkreis und eine Kleinstadt in Angola.

## Verwaltung
Longonjo ist Sitz eines gleichnamigen Kreises (Município) in der Provinz Huambo. Der Kreis umfasst eine Fläche von 2915 km² und hat etwa 91.000 Einwohner (Schätzung 2011). Die Volkszählung 2014 soll fortan gesicherte Bevölkerungsdaten liefern.
Vier Gemeinden (Comunas) bilden den Kreis Longonjo:
- Catabola
- Chilata (Ngombe Ya Lamba)
- Longonjo
- Lépi